# Boswachterij Ruurlo
Boswachterij Ruurlo is een natuurgebied dat ten zuidwesten van Ruurlo in de Nederlandse provincie Gelderland ligt en circa 500 hectare groot is. Het natuurgebied bestaat voornamelijk uit bossen afgewisseld met weiden. Dit wordt ook wel een coulisselandschap genoemd, een type landschap dat op meer plaatsen in de Achterhoek terug te vinden is. In het gebied staan typisch Oost-Nederlandse hallenhuisboerderijen. Het natuurgebied is ontstaan uit het landgoed dat bij Kasteel Ruurlo hoorde. Tegenwoordig wordt boswachterij Ruurlo beheerd door Staatsbosbeheer.